# Заселье (Гомельская область)
Заселье (бел. Заселле) — деревня в Борщевском сельсовете Речицкого района Гомельской области Белоруссии.
Кругом лес.

## География

### Расположение
В 35 км на северо-восток от Речицы, 11 км от железнодорожной станции Сенозавод (на линии Гомель — Калинковичи), 51 км от Гомеля.

## Транспортная сеть
Транспортные связи по просёлочной, затем автомобильной дороге Калинковичи — Гомель. Планировка состоит из почти прямолинейной улицы, близкой к меридиональной ориентации с 2 переулками и застроенной деревянными усадьбами.

## История
По письменным источникам известна с XIX века как селение в Телешевской волости Гомельского уезда Могилёвской губернии. С 1880 года действовал хлебозапасный магазин. Согласно переписи 1897 года действовали хлебозапасный магазин, ветряная мельница, круподёрка. В 1909 году 238 десятин земли.
В 1926 году в Уваровичском районе Гомельского округа. В 1930 году организован колхоз, работали ветряная мельница и конная круподёрка. Во время Великой Отечественной войны в августе 1943 года оккупанты полностью сожгли деревню и убили 41 жителя. 46 жителей погибли на фронте. Располагалось подсобное хозяйство Гомельского завода пусковых двигателей.

## Население

### Численность
- 2004 год — 27 хозяйств, 36 жителей.

### Динамика
- 1897 год — 38 дворов, 220 жителей (согласно переписи).
- 1909 год — 50 дворов, 316 жителей.
- 1926 год — 71 двор, 401 житель.
- 1940 год — 99 дворов, 312 жителей.
- 1959 год — 298 жителей (согласно переписи).
- 2004 год — 27 хозяйств, 36 жителей.